# アイカツプラネット!
『アイカツプラネット！』（Aikatsu Planet!）は、日本のトレーディングカードアーケードゲーム、およびそれを基にした特撮テレビドラマ/アニメ作品。
キャッチコピーは「なりたい私へ、ミラーイン☆」「アイドルはスイング勝負！」
前作『アイカツオンパレード!』から仕様や内容が大幅に一新された。詳しくは、それぞれの項目を参照。

## 概要
2012年10月よりデータカードダスを筆頭に多方面で展開されているクロスメディア作品『アイカツ!』通算第5のタイトルシリーズ。『アイカツプラネット！』と呼ばれる仮想世界の「アバター」となったアイドルが、ドレスの妖精「ドレシア」とともに様々なライバルたちと戦い、ランキングを上げてトップアイドルを目指していく。
本作品ではアイカツ！シリーズでは初となる「アニメ × 実写」を取り入れることにより、シリーズの特徴である「スポ根」要素が強化された内容となっている。
2020年3月時点の発表ではデータカードダスやテレビシリーズとも2020年秋ごろに開始を予定しており、テレビシリーズは2クール分を目途に開発が進められていたが、1月に発生した新型コロナウイルスの世界的流行や感染拡大に伴う緊急事態宣言などを理由に延期されることになった。その後、同年8月に配信された『バンダイ × バンダイナムコピクチャーズフェスティバル』において正式タイトルが、11月にキービジュアルが発表され、12月10日に展開が開始された。
2022年3月24日、新シリーズ「ユニットステージ」が開始。
2023年3月30日をもって稼働終了（後述）。本作をもってアーケードゲームの展開は一区切りとなり、2024年7月に『アイカツアカデミー!』が発表されるまでアイカツ！シリーズは事実上の休止状態になっていた。

## 登場人物

### 主要人物
本作品では実写パートの俳優がアバターの声を兼任する。キャラクター名は「本名 / アバター名」で表記。また、メインキャスト8名でアイドルグループ「STARRY PLANET☆」を構成する。演者はアーケードゲームとテレビシリーズで共通。
音羽 舞桜（おとは まお）/ ハナ
声・演 - 伊達花彩、涼川美春（幼少期）
【血液型 - O型 / 誕生日 - 4月3日 / 好きなもの - スイーツ、動物、キュートな物 / 特技 - バレエ、集中すること】
本作品の主人公。私立星礼高等学校に通う高校1年生（劇場版で2年生に進級）。幼いころからバレエを習っており、ダンスが得意。
ある理由から、明咲の代わりにハナとして活動する。
中盤で自らの存在を打ち明けることにより、改めてトップアイドルを目指すと決意。終盤のプラネットプリンセスグランプリでローズ（明咲）と激闘の末に優勝を果たした。その後、自身がオーナーを務める「Bloomy*Cafe」をオープンした。
劇場版ではローズと共にミスティカルケリュネイアの試練に挑戦した末に、ユニット「Promise Bouquet」を結成し、「Tick×Tackノスタルジア」のステージを披露した。
珠樹 るり（たまき るり）/ ルリ
声・演 - 小椋梨央
【血液型 - O型 / 誕生日 - 5月20日 / 好きなもの - おしゃれ、雑誌、パーティー / 特技 - ファッション、流行り予想、マークシート】
高校1年生（劇場版で2年生に進級）で、舞桜と同じくスターレットプロモーションに所属している。
流行に敏感で可愛い物には目がなく、特にファッションを好む。ファッションブランド「MELTY HOUSE」のプロデュースも担当している。
2話では舞桜のハナが明咲のハナだと思い込んでいたがマネージャーのいずみから正体を明かした際に驚き動揺した。また、生まれた時から芸能関係の仕事をしていたため、修学旅行には一度も行ったことがなかった。
その後はビートと共に「キラピカチューン」を結成し、ユニット活動を開始した。
月城 愛弓（つきしろ あゆみ）/ キューピット
声・演 - 瑞季
【血液型 - A型 / 誕生日 - 12月6日 / 好きなもの - 仕事 / 特技 - ピアノ】
舞桜とは違う私立高校に通う高校2年生（劇場版で3年生に進級）で、ハナのライバル。隙のない洗練されたパフォーマンスで人気を博している。
幼いころからピアノを習っており、絶対音感を持っている。
舞桜のハナが明咲のハナとは違うことを徐々に感じるようになったが、10話までその正体を知ることはなかった。
最終話では杏とユニットを組むことが明かされ、「Bloomy*Cafe」で「LOVERY MARRON」としてユニット活動を開始した。
劇場版ではシオリ考案のミュージカルで「フレーバーフレーバー」をアンと共に披露した。
梅小路 響子（うめこうじ きょうこ）/ ビート
声・演 - 長尾寧音
【血液型 - AB型 / 誕生日 - 1月7日 / 好きなもの - ハンバーガー、ロック、炭酸飲料、音楽 / 特技 - 気遣い、大人な立ち振る舞い、マナー】
私立星礼高等学校に通う高校2年生（劇場版で3年生に進級）で、舞桜と同じくスターレットプロモーションに所属している。舞桜、るり、栞の先輩にあたる。
幼いころから英才教育を受けてきた令嬢だが、アバターになると一転してロックなキャラクターに変貌する。8話ではアバターの「ビート」として活動していることを周囲に明かした。
その後はルリと共にユニット「キラピカチューン」を結成し、ユニット活動を始めた。
本谷 栞（もとや しおり）/ シオリ
声・演 - 渡邊璃音、武田直華（幼少期）
【血液型 - A型 / 誕生日 - 3月26日 / 好きなもの - 機械に強い、読書、歴史、国語 / 特技 - クイズ】
高校1年生（劇場版で2年生に進級）で舞桜の幼馴染。舞桜と同じくスターレットプロモーションに所属している。
雑学の知識が豊富で、突然クイズを出題したりする。昔から自分にはない物を持っている舞桜を尊敬している。
8話までは元の人間を模した姿で仮想世界のハナを見守っていたが、ハナとビートとの対決を見て、自らもアイドルになることを決意。厳しい試練の末にアバターの「シオリ」となった。プラネットプリンセスグランプリの後、ハナのご依頼で「Bloomy*Cafe」の店員として手伝うことになる。その後、サラとのユニット「de rêver」としてユニット活動も開始している。
栗六 杏（くりむ あん）/ アン
声・演 - エイミー
【血液型 - B型 / 誕生日 - 2月15日 / 好きなもの - スウィーツ、ゲーム / 特技 - 料理、お菓子作り、イラスト】
主要人物の中で唯一の中学2年生（劇場版で中学3年生に進級）。スイーツが好き。同じ事務所の先輩である愛弓に憧れている。
愛弓と同様、ハナの正体が舞桜になっていたことは10話まで知らなかった。
「Bloomy*Cafe」ではキューピットと共に「LOVERY MARRON」としてユニット活動も開始している。
劇場版ではシオリ考案のミュージカルで「フレーバーフレーバー」をキューピットとともに披露した。
陽 明咲（ひなた めいさ）/ ローズ
声・演 - 宇野愛海
【血液型 - B型 / 誕生日 - 7月10日 / 好きなもの - ノリのいい音楽、カラオケ、辛い物、コーヒー / 特技 - サンバ、ボウリング】
アイカツランキングで常にトップの大人気アイドル。
元々はハナとして活動していたが、人気絶頂の中、アイドルライセンスとアイプラフォンを置いて突然姿を消した。その後、ハナを継いだ舞桜との再会を機に、新アバターのローズとして活動を再開。
失踪した理由は、以前から「アイカツをもっと極めたい」という考えから活動を休止して海外留学したい自身の思惑とは裏腹に、いずみが次々と仕事のオファーを受けたことで活動休止の目途が立たなくなったためである。
劇場版では、ハナと共にミスティカルケリュネイアの試練に挑戦した末に、ユニット「Promise Bouquet」を結成し、「Tick×Tackノスタルジア」をステージで披露した。
糸井 紗良（いとい さら）/ サラ
声・演 - 羽野瑠華
【血液型 - AB型 / 誕生日 - 6月17日 / 好きなもの - 裁縫、編み物、細かな作業 / 特技 - 手先が器用】
舞桜、るり、響子、栞の所属事務所スターレットプロモーションのドレスデザイナー。ドレス好きで、ドレシアの最大限を引き出してくれるとの評判を受けている大人気のドレスデザイナー。年齢は不明だが、本編開始時点で既に成人している。
元々はアイカツプラネットのアイドルだったためか、途中でスランプに陥り、悩みの末に再びアバターとしてステージに立つことで払拭した。
アイドルたちの悩みを親身に考えてくれる。
その後、「Bloomy*Cafe」でパウダースノーブラッシュを連れて来たシオリの呼びかけで、ユニット「de rêver」としても活躍する。

### マネージャー
綿貫 いずみ（わたぬき いずみ）
声・演 - 秋元才加
スターレットプロモーションのマネージャー。学校で舞桜がダンスするところを見かけ、彼女にハナの代役を頼んだ。
瀬川 樹（せがわ いつき）
声・演 - 土屋神葉
スターレットプロモーションではマネージャーのいずみの補佐を主に担当した。
劇場版ではカメラマンも務めた。

### ドレシア
オーロラペガサス→ペガサスエンジェル
声 - 斎賀みつき
ハナのキードレシア。初めてハナがアイドルの世界へ足を踏み入れたドレシア。
スマートキュウビ
声 - 田所あずさ
ハナが初めてパートナーになったドレシア。
ピュアフルフェニックス
声 - 田丸篤志
前のハナであるローズに打ち勝つ為にパートナーになったドレシア。
ブライトサファイア
声 - 諸星すみれ
ルリのキードレシア。
グロッシールビー
声 - 下地紫野
ルリが初めてパートナーになったドレシア。
ラブサジタリウス→サジタリウスミルキーウェイ
声 - 白石涼子
キューピットのキードレシア。
ノーブルレオ
声 - 堀江瞬
キューピッドがパートナーになったドレシア。
ブラッディロック
声 - 松永あかね
ビートのキードレシア。
ヒップホップブレイク
声 - 逢来りん
ビートが初めてパートナーになったドレシア。
ワンダーランドテイル
声 - 富田美憂
シオリのキードレシア。
アイビースリーピング
声 - 山口愛
シオリが初めてパートナーになったドレシア。
スウィートホールケーキ
声 - 木戸衣吹
アンのキードレシア。
ポップメロンクレープ
声 - 二ノ宮ゆい
アンが初めてパートナーになったドレシア。
ラグジュアリーローゼ→ローゼユグドラシル
声 - 沢城みゆき
ローズのキードレシア。
リュクスサンフラワー
声 - 日笠陽子
ローズがハナをやっていた時に初めてパートナーになったドレシアでラグジュアリーローゼの親友でもある。
オートクチュールミラー
声 - 石川由依
サラのキードレシア。
モダンオーデパルファム
声 - 和久井優
サラが初めてパートナーになったドレシア。
ミスティカルケリュネイア
声 - 松谷彼哉
劇場版初登場。ハナとローズにユニット試練を与えた末にパートナーとして認めた。

### 私立星礼高等学校

#### 生徒
桐畑 敬斗（きりはた けいと）
声・演 - 入江海斗
黒崎 翔（くろさき しょう）
声・演 - 山下真人
堂場 涼香（どうば りょうか）
声・演 - 花岡すみれ

### 芸能関係者
片桐 ナタリー（かたぎり なたりー）
声 - 遠藤綾
早柿 聡一郎（はやがき そういちろう）
声・演 - 荒牧慶彦

### 親族関係者
音羽 奏（おとは かなで）
演 - 大江駿輔
舞桜の兄でハナのファン。高校では生徒会長をしてる。妹の舞桜がハナの正体であることは、彼女自身が明かすまでは知らなかった模様。
響子の父
演 - 八代崇司
響子の父親。響子がビートの正体であることを明かした際は驚いたものの、ステージを見て感動していた。
響子の母
演 - 遊井亮子
響子の母親。響子がビートの正体であることを明かした際は驚きを見せたが、ステージを見て感動していた。

## 設定・用語
スイング
本作品のマストアイテム。前作までのアイカツ!カードから一変し、スリムな面子型になっている。
アバター
仮想世界上の分身を指す。
ドレシア
スイングに宿るドレスの妖精達。動物型から擬人化された姿の者まで容姿は様々。ステージ上で実際のドレスに変化し、アバターに力を与える。
担当声優には過去のシリーズ出演者が多数起用されている。
前作まで"キュート"や"クール"などと分類されていたものが、本作品では以下のように分類される。
フェアリー（FAIRY）
"動物"や"獣"をモチーフにしたドレシア。ハナが愛用。
ジュエル（JEWEL）
"宝石"をモチーフにしたドレシア。ルリが愛用。
ホロスコープ（HOROSCOPE）
"星座"をモチーフにしたドレシア。キューピットが愛用。
ミュージック（MUSIC）
"音楽"をモチーフにしたドレシア。ビートが愛用。
ストーリー（STORY）
"物語"をモチーフにしたドレシア。シオリが愛用。
スイーツ（SWEETS）
"洋菓子"をモチーフにしたドレシア。アンが愛用。
フラワー（FLOWER）
"花々"をモチーフにしたドレシア。ローズが愛用。
コスメ（COSME）
"化粧品"をモチーフにしたドレシア。サラが愛用。
カフェ（CAFE）
"喫茶"をモチーフにしたドレシア。ハナが愛用。
フルーツ（FRUIT）
"果物"をモチーフにしたドレシア。ビートが愛用。
アクアリウム（AQUARIUM）
"水族館"をモチーフにしたドレシア。キューピッドが愛用。
ユニットドレシア
2つのタイプを持ったドレシア。
LOVERY MARRON（ラブリー マロン）
アンとキューピットのユニット。スイーツとアクアリウムの2つを併せ持つ。
de rêver（ドゥ・レ・ブール）
シオリとサラのユニット。ストーリーとコスメの2つを併せ持つ。
キラピカチューン（きらぴかちゅーん）
ルリとビートのユニット。ジュエルとミュージックの2つを供え持つ。
Promise Bouquet（プロミスブーケ）
ハナとローズのユニット。フェアリーとフラワーの2つを供え持つ。
ドレシアップ
元々のドレシアが人間と一体化することにより神々しくなったドレシアの進化形態。顔は特殊なベールで覆っている。
スタートドレス
アバターが最初に着用するドレス。
アイプラフォン
仮想世界でアイドル活動をする者だけが持つスマートフォンアイテム。
アイドルライセンス
ゲームの成績やアバターが記録できる。データカードダス版では、店舗で配布されるものは"プレゼントバージョン"、テレビシリーズで実際に登場するアバターが記載されたものは"商品バージョン"、マイページから作成できるものは"デジタルライセンス"に分類される。
ミラーイン☆
仮想世界へ入る時の掛け声。自分のアバターが記録されたアイドルライセンスをアイプラフォンにセットしてかざすと、仮想世界へと続く鏡が現れると同時にアバターが手のひらを合わせる体制をとるため、その時に自分の手のひらを合わせると入ることができる。テレビシリーズでは、自身とアバターの手のひらを合わせた瞬間にアニメパートに切り替わる。
ドレシアチャンス
ステージパフォーマンスが良いと発生する演出。互いのドレシアをぶつかり合わせ、勝利した方は今のドレシアからさらに別のドレシアが力を与え、ドレスチェンジすることができる。データカードダス版ではオープニングバトル、メインバトル、クライマックスバトルの3回に分けて行われる。
MELTY HOUSE（メルティーハウス）
珠樹るりのアバターであるルリがミューズを務めるブランド。
メルリ
MELTY HOUSEのマスコット。片耳にアイスクリームを被った熊のキャラ。データカードダス版ではドレシアとしても登場する。
プラネットプリンセスグランプリ
1年に一度アイカツランキング上位4人が出場し、トップアイドルを決めるために行われる超プレミアムな大会。データカードダス版では定期的に開催されるイベント（1～3弾）で上位に入ることによりプラネットドレスを獲得し、コーデを揃えることによりプラネットプリンセスグランプリの全国大会予選に駒を進め、各クラスの上位16名により全国大会決勝に進出しトップアイドルを決定する。

## データカードダス
前作『アイカツオンパレード!』から大幅に一新され、2画面のフルHDモニターを採用したデータカードダスRでの稼働となり、操作がすべてタッチパネルに統一された他、使用するアイテムが面子型のアイテムに変更された。
2020年12月10日より稼働を開始。稼働に先駆け、9月から10月にかけてロケーションテストがnamcoラゾーナ川崎およびnamcoイオンレイクタウンにて実施された。
2022年10月20日稼働のユニットステージ3弾を最終弾とし、2023年1月27日をもって各種イベントランキングを終了、筐体の稼働も同年3月30日までに順次終了し、公式LINE・マイページ機能も同日をもって閉鎖された。

### 遊び方
1. 100円を投入し、遊ぶモードを選択する。
2. アイドルライセンスを持っている時は右上のスキャナー部分にかざして行う。前作までの記録カード（アイカツパスなど）は使用不可。
3. アイドルライセンスのスキャン後、スペシャルチケット（前作までのアイカツ!カード）がある時はここでスキャンする。
4. プレイするキャラクターを選択後、画面に手のひらを合わせるようにタッチ（ミラーイン☆）する。
5. ステージ、対戦モード選択後、ゲームで使うスイングを筐体の置き場にセットする。オープニングバトル、メインバトル、クライマックスバトルの3つがあり、それぞれに1つずつセットできる。「パートナーと協力してライブ」では、プレイ側と相手側が同じユニットドレシアで揃えるとドレシアレベルが1つプラスされるユニットボーナスが発生する。
6. 操作はこれまでと同じリズムゲーム形式で、リズムマークがサークル枠に合ったときに画面をタッチする。横に伸びているものは長押しする。
7. リズムゲーム途中にドレシアチャンスが3回発生し、結果によりボーナスが加算される。「ライバルとバトル」では、勝利した時にセットされたスイングの裏に描かれたドレスに変化する。
8. リズムゲームの後、総合結果によりプラネットポイントを獲得する。「ライバルとバトル」では、リズムゲームの正確さやドレシアチャンスに勝利した回数により勝敗を決定する。

### モード

#### プレイモード
いずれのモードも、スイングの購入には追加で100円が必要。
リズムゲームであそぶ
ゲームだけ遊ぶ時はこちらを選択する。ゲーム後にスイングチャンスが発生することがある。
スイングを買ってあそぶ
ゲームの前にスイングが1枚払い出される。
スイングだけ買う
ゲームをプレイせずにスイングの購入をする。スイング払い出しの前に画面に出てくる3種類の中から選択し、アバターパーツなどのアイテムを入手できる。

#### ゲームモード
ソロモードであそぶ
- ライバルとバトル - 1対1のライブバトルを行う。

ユニットモードであそぶ
- パートナーと協力してライブ - 予め筐体に記録されている相手やフレンド機能などで登録されたパートナーと2人1組のライブを行う。

いずれのモードも、「オンラインであそぶ」はネットワークで繋がれている相手とリアルタイムでライブを行う。予め筐体に記録されている相手から選択する場合は「オフラインであそぶ」を選択する。

### スイングの見方
- ドレシアレベル - レベルが高いほど、バトルが有利になる。
- レアリティ - PR、R、N、CPの4種類。
- タイプ - 上記を参照。
- スキル - バトルを有利に進めるための用語。

### アバターについて
データカードダス版では、アイドルライセンスを使用して初めてプレイした時にのみ、アバターの設定後にプロフィールの作成へと移る。プロフィールは一度設定すると、後から変更することはできない。
本作品では、アバターのパーツが拡張され、ニンテンドー3DSにて発売された初代アイカツ！シリーズ（『アイカツ！シンデレラレッスン』など）にあった"メイク"や"アクセサリー"、さらにアバターが最初に着用する"スタートドレス"などの要素が追加された。イメージチェンジはイメチェンチケットで行うことが可能で、ゲーム中やアイドルライセンスを使用した直後でパーツを獲得していると、チケットを使わずに実行することも可能。
- 髪型 - 本作品では"前髪"と"後方の髪"を別々で設定できるようになった。
- 見た目 - 今まで変更できなかった"顔"が、本作品ではいつでも変更できるようになった。
- 肌色 - 初期は5つの色から設定できる。
- 髪色 - "前髪"と"後方の髪"の色を設定できる。
- アイカラー - 前作でいう"カラーコンタクト"を指す。
- 眼鏡 - 前作をほぼ継承している。
- アクセサリー - 前髪の上に付ける物、ならびに両耳に付けるイヤリングなどを指す。
- メイク - リップグロス、ファンデーション、チークといったサロン物を指す。
- スタートドレス - ゲーム開始時に着用するドレスはこちらから設定する。

### プレイアブルキャラクター
- アバター（自身）
- ハナ
- ルリ
- キューピット
- ビート
- シオリ（2弾 - ）
- アン（2弾 - ）
- ローズ（3弾 - ）
- サラ（3弾 - ）

### リリース
| シーズン            | 稼動開始日     | スイング枚数                                 |
| ------------------- | -------------- | -------------------------------------------- |
| 1弾                 | 2020年12月10日 | 全39種（PR＝4、R＝9、N＝18、CP＝7、SEC＝1）  |
| 2弾                 | 2021年2月25日  | 全35種（PR＝3、R＝9、N＝19、CP＝3、SEC＝1）  |
| 3弾                 | 2021年4月22日  | 全32種（PR＝3、R＝8、N＝16、CP＝3、SEC＝2）  |
| 4弾                 | 2021年6月24日  | 全41種（PR＝2、R＝10、N＝20、CP＝8、SEC＝1） |
| 5弾                 | 2021年9月16日  | 全43種（PR＝5、R＝9、N＝22、CP＝5、SEC＝2）  |
| 6弾                 | 2021年12月16日 | 全42種（PR＝5、R＝9、N＝22、CP＝5、SEC＝1）  |
| ユニットステージ1弾 | 2022年3月24日  | 全39種（PR＝4、R＝8、N＝20、CP＝5、SEC＝2）  |
| ユニットステージ2弾 | 2022年7月7日   | 全40種（PR＝4、R＝8、N＝21、CP＝5、SEC＝2）  |
| ユニットステージ3弾 | 2022年10月20日 | 全37種（PR＝4、R＝5、N＝19、CP＝8、SEC＝1）  |

## テレビドラマ・アニメ
2021年1月10日より6月27日まで、テレビ東京系列にて日曜朝7時00分に放送。テレビ東京では最初の1クールはローカルセールスとして6分拡大して6時54分から放送されていた。全編アニメだった前作までとは異なり、実写テレビドラマとアニメを組み合わせた作品となる。『アイカツ!』シリーズのテレビアニメ版としては2020年3月まで放送された『アイカツオンパレード!』以来となり、テレビドラマとしてはシリーズ初となる。劇中では現実世界のシーンが実写、仮想世界内の通常シーンは2Dアニメ、ライブシーンは3DCGアニメで描写される。
2クール全25回。うち本編は23回で、24回は全編アニメのエピローグ回。最終回（6月27日）は製作から完成までを綴ったメイキング映像回となっている。
先述の理由で放送開始が2020年10月から延期されたため、過去のアニメシリーズから厳選した『アイカツ！ベストセレクション』が2020年10月18日から11月29日まで、2020年12月6日から12月27日までは事前特番が同時刻に放送。この特番での司会は3時のヒロインが務めた。協力はBN Pictures、東北新社、BACK NINE。

### あらすじ
私立星礼高等学校に通うごく普通の高校生音羽 舞桜は、突然姿を消した陽 明咲に代わり、誰でもアイドルになれる世界「アイカツプラネット!」のトップアイドルハナとしてアイドル活動をすることになってしまう。
ハナになった舞桜は、ドレスの妖精ドレシアが宿るカードスイングを使い、ライバルたちと切磋琢磨しながら本当のトップアイドルを目指す。

### スタッフ
- 企画・原作 - BN Pictures[5]
- 原案 - バンダイ[5]
- 総監督・監督 - 木村隆一[5]
- シリーズ構成 - 千葉美鈴[5]
- キャラクターデザイン - 宮谷里沙[5]
- アニメーション・アートディレクター - 田尻健一[5]
- 色彩設計 - 大塚眞純[5]
- アニメーション撮影監督 - 大神洋一
- 編集 - 新居和弘
- 音響監督 - 菊田浩巳[5]
- 音楽 - 渡部チェル、小野貴光、津田ケイ[5]
- 音楽プロデューサー - 鈴木雄貴
- 音楽制作 - サンライズミュージック、ランティス
- プロデューサー - 木村大、福田浩平、井尻峻介
- 実写制作プロデューサー - 伊達毅、久保田由美、小橋秀之
- 実写制作担当 - 宇賀神幸男
- 実写制作主任 - 尾形龍一、安達守
- 実写制作 - 東北新社[5]
- 製作 - テレビ東京、電通、BN Pictures

### 主題歌
「Bloomy＊スマイル」
舞桜・るり・響子・栞 from STARRY PLANET☆によるオープニングテーマ。第1話ではエンディングテーマとして使用。作詞は磯谷佳江、作曲は小野貴光、編曲は玉木千尋。挿入歌は歌は舞桜・るり（第3、7話）、STARRY PLANET☆（第23、24話）。
「キラリ☆パーティ♪タイム」
STARRY PLANET☆によるエンディングテーマ。第2話から使用、第23話では未使用。作詞はPA-NON、作曲・編曲は庄田ｹﾞｹﾞｹﾞ（SOUND-SCRAMBLE）。挿入歌は歌は舞桜・響子（第4、8話）。
本編やオープニング映像とは異なり、エンディング映像はほぼ全編が実写で構成されている。

### 挿入歌
「HAPPY∞アイカツ！」
作詞は磯谷佳江、作曲は小野貴光、編曲は玉木千尋。歌は明咲（第1話）、舞桜（第1、2、12話）、愛弓（第1、5話）、るり（第2、12話）、杏、響子、栞（第12話）、STARRY PLANET☆（第25話）。
「FLYING TIPS」
作詞・作曲はARAKI、編曲はcorin.。歌はるり（第6話）、愛弓（第6、13話）、舞桜（第13話）。
「Magical Door」
作詞・作曲は太田晴之、編曲は渡部チェル。歌はるり（第9、21話）、栞（第9話）、舞桜（第21話）。
「またまたまたまたまた明日」
作詞・作曲・編曲は佐伯youthK。歌は舞桜・栞（第10、25話）、愛弓・響子（第14、24話）。
「レディ・レディ・レディ」
作詞・作曲・編曲はイマイケンタロウ（エイプリルズ）。歌は栞・杏（第11、24話）、舞桜・明咲（第16話）。
「Inner Voice」
作詞は磯谷佳江、作曲・編曲はTBK。歌はるり（第15、20、24話）、明咲（第15話）、響子（第20、24話）。
「プチプラEveryday」
作詞・作曲・編曲は松浦雄太。歌は杏（第17、24話）、紗良（第17、18、24話）、栞（第18話）。
「ココロノトモ」
作詞はきむらりゅういち、作曲はKeito Blow、編曲は岸村正実。歌は舞桜・栞（第19、24話）、愛弓・明咲（第21話）。
「ファンタジっくイマジネーション」
作詞は高瀬愛虹、作曲・編曲は溝口雅大。歌は舞桜・明咲（第22、24話）。

### 各話リスト
| 話数   | サブタイトル                 | 脚本       | 実写ディレクター | アニメーション ストーリーボード | アニメーション ディレクター | 作画監督   | 放送日         |
| ------ | ---------------------------- | ---------- | ---------------- | ------------------------------- | --------------------------- | ---------- | -------------- |
| 第1話  | アイドルは突然に             | 千葉美鈴   | 朝倉加葉子       | 木村隆一                        | 山地光人                    | 宮谷里沙   | 2021年 1月10日 |
| 第2話  | なんてったってアイドル☆      | 千葉美鈴   | 朝倉加葉子       | 山本恵                          | 山本恵                      | 三橋妙子   | 1月17日        |
| 第3話  | ドレスに胸キュン♡            | 千葉美鈴   | 朝倉加葉子       | 藤井康晶                        | 倉富康平                    | 小川玖理周 | 1月24日        |
| 第4話  | やまとなでしこロック変化     | 久尾歩     | 朝倉加葉子       | 山本恵                          | 山本恵                      | 中村沙由貴 | 1月31日        |
| 第5話  | シンデレラガール             | 今井雅子   | 倉田健次         | 藤井康晶                        | 倉富康平                    | 高橋晃     | 2月7日         |
| 第6話  | パーフェクトの神様           | 大知慶一郎 | 宮本秀光         | 山地光人                        | 山地光人                    | 橋口隼人   | 2月14日        |
| 第7話  | 踊るメルリルリ！             | 野村祐一   | 宮本秀光         | 倉富康平                        | 倉富康平                    | 高橋晃     | 2月21日        |
| 第8話  | ロックンビート！             | 森江美咲   | 宮本秀光         | 藤井康晶                        | 山地光人                    | 岩崎成希   | 2月28日        |
| 第9話  | マイ レボリューション        | 千葉美鈴   | 宮本秀光         | 山本恵                          | 倉富康平                    | 高橋晃     | 3月7日         |
| 第10話 | 世界に一つだけのハナ         | 久尾歩     | 小橋秀之         | 中込健人                        | 中込健人                    | 三橋妙子   | 3月14日        |
| 第11話 | やさしい気持ち               | 今井雅子   | 倉田健次         | 大川貴大                        | 倉富康平                    | 高橋晃     | 3月21日        |
| 第12話 | ハイスクールララバイ         | 大知慶一郎 | 宮本秀光         | 山地光人                        | 山地光人                    | 小川玖理周 | 3月28日        |
| 第13話 | ゆれる思い                   | 千葉美鈴   | 宮本秀光         | 倉富康平                        | 倉富康平                    | 高橋晃     | 4月4日         |
| 第14話 | これが私の走る道             | 千葉美鈴   | 宮本秀光         | 藤井康晶                        | 山地光人                    | 中村沙由貴 | 4月11日        |
| 第15話 | 情熱の薔薇                   | 野村祐一   | 宮本秀光         | 藤井康晶                        | 倉富康平                    | 高橋晃     | 4月18日        |
| 第16話 | パジャマ・パーティー・ナイト | 今井雅子   | 宮本秀光         | 中込健人                        | 中込健人                    | 橋口隼人   | 4月25日        |
| 第17話 | ドレスはくえすちょん         | 久尾歩     | 倉田健次         | 木村隆一                        | 倉富康平                    | 高橋晃     | 5月2日         |
| 第18話 | オシャレ！                   | 森江美咲   | 倉田健次         | 山地光人                        | 山地光人                    | 小川玖理周 | 5月9日         |
| 第19話 | 君がいるだけで               | 大知慶一郎 | 倉田健次         | 藤井康晶                        | 倉富康平                    | 高橋晃     | 5月16日        |
| 第20話 | マジでバトルの5秒前！        | 久尾歩     | 國領正行         | 山地光人                        | 山地光人                    | 三橋妙子   | 5月23日        |
| 第21話 | ふたりのプラネット☆          | 野村祐一   | 國領正行         | 中込健人                        | 中込健人                    | 小川玖理周 | 5月30日        |
| 第22話 | Bloomy＊スマイル             | 千葉美鈴   | 朝倉加葉子       | 木村隆一                        | 倉富康平                    | 高橋晃     | 6月6日         |
| 第23話 | 夢の中へ                     | 千葉美鈴   | 小橋秀之         | 木村隆一                        | 山地光人                    | 宮谷里沙   | 6月13日        |
| 第24話 | みんなのリクエスト           | 野村祐一   | -                | 藤井康晶                        | 山地光人                    | 中村沙由貴 | 6月20日        |
| 第25話 | SWEET MEMORIES               | -          | 倉田健次         | -                               | -                           | -          | 6月27日        |

### 放送局
| 放送期間                                         | 放送時間           | 放送局                                                 | 対象地域 | 備考                       |
| ------------------------------------------------ | ------------------ | ------------------------------------------------------ | -------- | -------------------------- |
| 2021年1月10日 - 6月27日                          | 日曜 7:00 - 7:30   | テレビ東京（製作局）をはじめとする テレビ東京系列全6局 | 日本国内 | [ 注 2 ]                   |
| 2021年1月12日 - 6月29日                          | 火曜 17:00 - 17:29 | BSテレ東                                               | 日本全域 | BS/BS4K放送                |
| 2021年1月16日 - 7月10日                          | 土曜 5:00 - 5:30   | 中国放送                                               | 広島県   |                            |
|                                                  | 土曜 5:30 - 6:00   | 仙台放送                                               | 宮城県   | 以前のシリーズは県内未放送 |
|                                                  | 土曜 17:00 - 17:30 | 新潟放送                                               | 新潟県   |                            |
| 2021年1月17日 - 7月4日                           | 日曜 5:30 - 6:00   | テレビ静岡                                             | 静岡県   |                            |
| 2021年1月23日 - 7月10日                          | 土曜 8:30 - 9:00   | テレビ和歌山                                           | 和歌山県 |                            |
| 2021年2月26日 - 8月20日                          | 金曜 20:00 - 20:30 | AT-X                                                   | 日本全域 | CS放送 / リピート放送あり  |
| 2021年4月3日 - 9月25日                           | 土曜 6:15 - 6:45   | テレビユー福島                                         | 福島県   | [ 9 ]                      |
| BSテレ東を含むテレビ東京系列では字幕放送を実施。 |                    |                                                        |          |                            |

| 配信開始日 | 配信時間           | 配信サイト                    | 備考                               |
| --- | ------------------ | ----------------------------- | ---------------------------------- |
| 2021年1月10日 | 日曜 7:30 更新     | あにてれ バンダイチャンネル   |                                    |
| 2021年1月31日 |                    | TVer                          | 初回は第1話から第4話まで一挙公開。 |
| 2021年2月23日 | 火曜 19:30 - 20:00 | YouTube BN Picturesチャンネル | プレミア公開方式 / 第7話より開始。 |
| いずれも第1話（あにてれを除く）と最新話（1週間限定）は無料。あにてれ・TVer.はテレビ東京配給、それ以外はバンダイチャンネル配給。 |                    |                               |                                    |

| テレビ東京 日曜 6:54 - 7:00 | テレビ東京 日曜 6:54 - 7:00 | テレビ東京 日曜 6:54 - 7:00 |
| 前番組 | 番組名 | 次番組 |
| --- | --- | --- |
| ガイド （ - 2021年1月3日） | アイカツプラネット！ みどころ （2021年1月10日 - 3月28日） | ガイド （2021年4月4日 - ） |
| テレビ東京系列 日曜 7:00 - 7:30 | | |
| パウ・パトロール ベストセレクション+ （2020年7月12日 - 10月11日） ↓ アイカツ！ ベストセレクション （2020年10月18日 - 11月29日） - ※ここまでアニメ単独枠 | アイカツプラネット！ （2021年1月10日 - 6月27日） - ここのみアニメ・ドラマ枠 - 本番組開始までの間は『「アイカツプラネット！」放送開始記念！直前スペシャル』を放送。 | BORUTO-ボルト- -NARUTO NEXT GENERATIONS-（再放送） （2021年7月4日 - 2023年4月2日） - ※同番組のみ再びアニメ単独枠 - 土曜 7:00 - 7:30より移設 |

## バラエティ
『アイカツプラネット!ミラーイン☆ラボ』のタイトルで、2021年9月9日よりYouTubeチャンネルの「アイカツプラネット！ステーション」および「あにてれ」、「バンダイチャンネル」にてWEB番組として配信中。配信は毎週木曜20:00～、一部チャンネルはプレミア公開。MCはタイムマシーン3号。略称は「ミラ☆ラボ」。2021年11月25日までシーズン1として12回が配信、2022年2月よりシーズン2が配信中。

### スタジオパート
「自分自身を目指すセルフプロデュース」をモットーにSTARRY PLANET☆のメンバーが究極のトップアイドルをかけて様々なアイカツ！に挑戦し、星（ポイント）を集めていくという内容である。メンバーは週替わり4人交代制。

#### 配信内容
| 配信日       | 内容                                                   |
| ------------ | ------------------------------------------------------ |
| 2021年9月9日 | プロフィールトーク1                                    |
| 9月16日      | オリジナルのドレシアをプレゼン!!                       |
| 9月23日      | アイカツ！運動会（前編）                               |
| 9月30日      | アイカツ！運動会（後編）                               |
| 10月7日      | プロフィールトーク2                                    |
| 10月14日     | ビリビリペンで大きなリアクションをセルフプロデュース!! |
| 10月21日     | 第1回 エイミー王決定戦                                 |
| 10月28日     | えりなっちのダンスレッスン                             |
| 11月4日      | トランポリンでアイカツ！                               |
| 11月11日     | クライミングに挑戦！                                   |
| 11月18日     | DCD第6弾を先行プレイ                                   |
| 11月25日     | スペシャルライブ                                       |

| 配信日        | 内容                                         |
| ------------- | -------------------------------------------- |
| 2022年2月17日 | アイドル自撮りコンテスト！                   |
| 2月24日       | キズナクエスチョン!!                         |
| 3月3日        | 癒しをセルフプロデュース!!                   |
| 3月10日       | "10"にまつわる企画に挑戦                     |
| 3月17日       | DCDユニットステージ第1弾を先行プレイ（前編） |
| 3月24日       | DCDユニットステージ第1弾を先行プレイ（後編） |
| 3月31日       | メンバー内ランキング                         |
| 4月7日        | 映画特集（前編）                             |
| 4月14日       | 映画特集（後編）                             |
| 4月21日       | シーズン1総集編1「私が輝いた瞬間グランプリ」 |
| 4月28日       | （『Bloomy*Cafe』スペシャルPart1のため休止） |
| 5月5日        | （『Bloomy*Cafe』スペシャルPart2のため休止） |
| 5月12日       | シーズン1総集編2「ミララボ検定」             |
| 5月19日       | スタッフが選ぶメンバーのイメージ調査         |
| 5月26日       | 関狼ゲーム1                                  |
| 6月2日        | 体内時計をセルフプロデュース                 |
| 6月9日        | 席替えで一番輝ける居場所をセルフプロデュース |
| 6月16日       | 第1回 伊達王決定戦                           |
| 6月23日       | DCDユニットステージ第2弾を先行プレイ         |
| 6月30日       | ケイト・Jの英語講座                          |
| 7月7日        | 関狼2&山本狼ゲーム                           |
| 7月14日       | ユニット対抗 風船対決                        |
| 7月21日       | 絆チャレンジ                                 |

#### パーフェクトスマイルチャレンジ
毎週1人があることに挑戦するコーナー。当初はテーブルクロス引きであったが、余りにも成功しないせいかフラフープに変わっている。

#### 超キュート♥アンサー・チャレンジ
毎週1人が視聴者の質問にかわいく答えていく。

#### 商品紹介のコーナー（正式名なし）
後述解説する『Bloomy*Cafe』配信休止期間中の代替コーナー。小休止コーナー『キュート♥アンサー・チャレンジ』後に配信されている。

#### 本日の反省会
毎週1人の人がタイムマシーン3号といっしょに居残りして反省をするコーナー。通常は指名制だが、申し出があれば自身で居残りを希望することも出来る。

### アニメパート『Bloomy*Cafe』
データカードダスのCGを用いたショートアニメ。テレビシリーズ終了後から映画公開までの繋ぎのシリーズとなる。全編アニメの為、現実世界のキャラとしては登場せず、仮想世界のアバターのみの出演。翌週水曜日に同コーナーの単独配信も行う。なお、『Bloomy*Cafe』以降に初登場したドレシアの声優については基本的に声優自身のSNSアカウント等で公表しない限り非公表となっている。19話（2022年3月31日配信分）を以て『ミラーイン☆ラボ』内での配信は一旦終了となり、6月2日より再開。そのため、第20話から第27話までの7話分欠番が生じている。

#### スタッフ（Bloomy*Cafe）
- 監督 - 木村隆一
- シリーズ構成 - 千葉美鈴
- 制作協力 - BN Pictures
- CGアニメーション制作 - PDトウキョウ
- 演出 - 國領恵実香
- 技術 - 稲垣篤人

#### 各話リスト（Bloomy*Cafe）
（ ）は『Bloomy*Cafe』としての話数。
| 話数                                        | サブタイトル                  | 初回配信日     | 単独配信日     |
| ------------------------------------------- | ----------------------------- | -------------- | -------------- |
| 第1話                                       | Bloomy*Cafeオープン           | 2021年 9月9日  | 2021年 9月15日 |
| 第2話                                       | ロイヤルミルクティの秘密      | 9月16日        | 9月22日        |
| 第3話                                       | スパイキーな二人              | 9月23日        | 9月29日        |
| 第4話                                       | レッツアレンジ！              | 9月30日        | 10月7日        |
| 第5話                                       | アイドル探偵ハナ              | 10月7日        | 10月13日       |
| 第6話                                       | ミーティングはお好き？        | 10月14日       | 10月20日       |
| 第7話                                       | サラは一日店長                | 10月21日       | 10月27日       |
| 第8話                                       | 不思議なハロウィンのお手伝い  | 10月28日       | 11月3日        |
| 第9話                                       | キューピットの告白（前編）    | 11月4日        | 11月10日       |
| 第10話                                      | キューピットの告白（後編）    | 11月11日       | 11月17日       |
| 第11話                                      | あま～いドレスに包まれて      | 11月18日       | 11月24日       |
| 第12話 （シーズン1最終話）                  | みんなでBloomy!!              | 11月25日       | 12月1日        |
| 第13話                                      | 秘密のお客様                  | 2022年 2月17日 | 2022年 2月23日 |
| 第14話                                      | ユニットドレシア              | 2月24日        | 3月2日         |
| 第15話                                      | サクラモチメモリー            | 3月3日         | 3月9日         |
| 第16話                                      | 世界で一番美しいのは なあに？ | 3月10日        | 3月16日        |
| 第17話                                      | 2人のリズム                   | 3月17日        | 3月23日        |
| 第18話                                      | ゆらゆらレッスン              | 3月24日        | 3月30日        |
| 第19話 （シーズン2第1クール目最終話）       | バースデイ ガールズ♪          | 3月31日        | 4月6日         |
| 第20 - 27話は休止期間中のため欠番。         |                               |                |                |
| 第28話（20）                                | キラピカチューン（前編）      | 6月2日         | 6月8日         |
| 第29話（21）                                | キラピカチューン（後編）      | 6月9日         | 6月15日        |
| 第30話（22）                                | ティンクはあまのじゃく        | 6月16日        | 6月22日        |
| 第31話（23）                                | 真逆なふたり                  | 6月23日        | 6月29日        |
| 第32話（24）                                | 七夕に『願い』を込めて        | 6月30日        | 7月6日         |
| 第33話（25） （シーズン2第2クール目最終話） | Bloomyから未来へ              | 7月7日         | 7月13日        |

## 劇場版
『劇場版アイカツプラネット!』は、2022年7月15日より公開の劇場作品。キャッチコピーは「大好きなみんなにありがとう」。同時上映は「アイカツ！ 10th STORY ～未来へのSTARWAY～」。
アイカツ!シリーズでは2016年に公開された『劇場版アイカツスターズ!』『アイカツ! 〜ねらわれた魔法のアイカツ!カード〜』以来、6年ぶりの劇場版作品となる。
ストーリーは『Bloomy*Cafe』の後日談であり、本作品の完結編に当たる。

### あらすじ（劇場版）
プラネットプリンセスグランプリから数ヶ月後、『アイカツプラネット!』のトップアイドルになった音羽舞桜は高校2年生になっていた。舞桜は大切な人たちに感謝の気持ちを伝えるため、「アイカツプラネット!感謝祭」を企画する。

### スタッフ（劇場版）
- 企画・原作・制作・配給 - BN Pictures
- 原案 - バンダイ
- 実写パート制作 - 東北新社
- 監督 - 木村隆一
- 脚本 - 千葉美鈴
- キャラクターデザイン - 宮谷里沙
- 実写制作プロデューサー - 伊達毅、小橋秀之
- 実写制作担当 - 安達守
- 実写制作主任 - 田内聡之
- 実写制作進行 - 小平健太郎

### 主題歌 （劇場版）
「キラリ☆パーティ♪タイム」'
STARRY PLANET☆によるエンディングテーマ。作詞はPA-NON、作曲・編曲は庄田ｹﾞｹﾞｹﾞ （サウンドスクランブル）。

### 挿入歌 （劇場版）
「HAPPY∞アイカツ！」
作詞は磯谷佳江、作曲は小野貴光、編曲は玉木千尋、歌はSTARRY PLANET☆。
「レディ・レディ・レディ」
作詞・作曲はイマイケンタロウ、編曲は庄田ｹﾞｹﾞｹﾞ、歌は響子 from STARRY PLANET☆。
「パラレラワールド」
作詞・作曲・編曲ははイマイケンタロウ、歌は愛弓・杏 from STARRY PLANET☆。
「Tick × Tack ノスタルジア」
作詞・作曲・編曲：玉木千尋、歌は舞桜・明咲 from STARRY PLANET☆。

## 他媒体展開

### アミューズメントスポット
AIKATSU!オフィシャルショップ
バンダイナムコアミューズメント運営のキャラポップストアの一つ。歴代アイカツ！シリーズのグッズを中心にガラポン商品やデータカードダスを扱っている。2012年の初代『アイカツ!』から続いたが2022年2月27日をもって全店舗閉店となることが発表された。
AIKATSU!DESIGNMART by AIKATSU!STYLE
東京駅前やプレミアムバンダイにて展開される専門店。先述したMELTY HOUSEグッズや歴代アイカツ！商品を扱っている。

### アイカツプラネット！ステーション
YouTubeの専門チャンネル。最新話の無料配信やSTARRY PLANET☆による投稿動画を中心に扱う。

### 漫画
アイカツプラネット！ドレドレ☆ドレシア
えびなしおによる漫画作品。ドレスの妖精達の掛け合いが描かれる。『ちゃお』（小学館）にて、2021年2月号より2022年7月号まで連載。